# Gustaf Plaan
Gustaf Plaan, född 23 oktober 1718, död 14 juni 1786 i Ålands församling, Upplands län, var en svensk kammarherre och lagman.

## Biografi
Gustaf Plaan föddes 1718. Han var son till revisionssekreteraren Edvard Plaan och Rebecka Catharina Ehrenberg. Plaan blev 8 november 1734 student vid Uppsala universitet och 22 december 1737 auskultant i Svea hovrätt. Han blev 28 mars 1740 amanuens i sekreterarkontoret i Svea hovrätt och 17 juni 1741 extra ordinarie notarie vid kriminalprotokollet. Plaan blev 1744 vice notarie vid civilprotokollet, 23 december 1747 riddarhusfiskal och 20 juli 1750 kammarherre. Han blev 1753 vice lagman i Gotlands lagsaga, 1756 vice lagman i Södermanlands lagsaga och 15 december 1756 ordinarie lagman i Gotlands lagsaga. Plaan avled 1786 på Ålbo i Ålands socken och begravdes 3 augusti samma år mitt för altaret i koret i Ålands kyrka.

### Familj
Plaan gifte sig 3 maj 1757 med Beata Jakobina Benzelstierna (1728–1791), dotter till ärkebiskopen Jakob Benzelius och Catharina Edenberg. De fick tillsammans barnen Rebecka Eva Gustava Plaan (1757–1758), Catharina Jakobina Plaan (1757–1828) som var gift med kaptenen Erik Benzelstierna, Edvard Plaan (1758–1758), Gustava Plaan (1760–1762), Edvard Plaan (1761–1761), sekreteraren Carl Gustaf Plaan (1762–1826) och Ulrika Vilhelmina Plaan (1764–1832) som var gift med assessorn Joakim Westerling.